# Aymara Limma
Aymara Limma nome artístico de Aymara Cerqueira Lima e Silva, Rio de Janeiro,  é uma atriz, diretora brasileira e editora executiva.

## Biografia
Estreou como atriz na TV ao participar da minissérie “Capitães da Areia”,  uma obra de Jorge Amado dirigida por Walter Lima Jr. para a Rede Bandeirantes, em 1989.'   
Depois disso, seu pai, Waldyr de Lima e Silva, faleceu e Aymara acabou indo estudar no Canadá, em Londres e finalmente nos Estados Unidos onde se formou em Administração de Empresas com ênfases em moda e marketing.
Apaixonada pela vida na California tratou de voltar a estudar com os renomados mestres em Hollywood , na Beverly Hills Playhouse com Milton Katselas e Jeffrey Tambor, a atriz logo conseguiu um agente e foi convidada para contracenar com o Nicolas Cage no filme Cidade dos Anjos onde foi dirigida por Brad Silberling.
Dividida entre o Rio de Janeiro e Los Angeles, Aymara chegou fazer uma participação em no seriado Linha Direta da Rede Globo, ficou duas temporadas em cartaz contracenando com a Pitty Webbo na peça "As Aventuras de Tom Sawyer" que venceu 3 prêmios Maria Clara Machado nesta produção, inclusive o de melhor espetáculo infantil. Depois disso foi desafiada a editar o livro Mentes Inquietas de Ana Beatriz Barbosa Silva o qual se tornou um best seller, em sua 13 edição o livro foi vendido para a editora Gente e Aymara abriu a Editora Five Star em parceria com a gráfica Imprinta Express. 
A Editora Five Star lançou autores de sucesso como Eduardo Moreira, Artur da Távola e Kleiton Ramil.
Em 2014 Em Los Angeles, Aymara   estreia como roterista e diretora de Te amo! Shabbat Shalom, ganhado um prêmio de melhor curta por jurí popular   na sua primeira exibição no Cate 2014  , Santa Monica, California. 
Em 2015, o seu premiado filme “Te Amo! Shabbat Shalom” esteve entre os finalistas do Los Angeles Brazilian Film Festival 2015  , O curta concorreu na categoria Special Screenings do festival e foi lançado no Midrash no Rio de Janeiro simultaneamente que inaugurou sua primeira exposição multimídia individual, intitulada “Open your heart' (“Abra seu coração”), no Rio de Janeiro. A mostra reuniu 42 pinturas, 10 fotografias e vídeo que retratavam o amor e as belezas naturais, entre elas imagens do Rio de Janeiro.
Agora Aymara esta envolvida de corpo e alma com o seu mais novo filme Incondicional, drama que aborda questões importantes, crianças alérgicas vítimas de produtos sem informação adequada e da responsabilidade e do poder de imagem que as celebridades têm ao fazer qualquer tipo de campanha. Tema atual! Já que agora, no Brasil, é obrigatório constar no rótulo de alimentos alerta sobre lista de ingredientes alergênicos.

## Carreira

### Televisão
| Ano  | Título            | Personagem        |
| ---- | ----------------- | ----------------- |
| 1989 | Capitães da Areia | Glorinha          |
| 2000 | Linha Direta      | O caso da Inglesa |

### Cinema
| Ano  | Título                                      | Personagem   |
| ---- | ------------------------------------------- | ------------ |
| 1998 | 'City of Angels' (filme) Cidade dos Anjos'' | Girl Lover   |
| 2012 | Fruits of Nature                            | Apple        |
| 2013 | 'Where we belong'                           | Iris         |
| 2014 | Te Amo! Shabbat Shalom                      | Ayeme Souza  |
| 2015 | Te Amo! Ba Sukka                            | Ayeme Souza  |
| 2015 | The Bandit Hound                            | Bank manager |
| 2016 | Incondicional                               | Janaina      |

### Teatro
| País   | Título                       | Personagem      | Teatro             |
| ------ | ---------------------------- | --------------- | ------------------ |
| Brasil | Crônicas Escolhidas          | Amora           | Teatro do Tablado  |
| Brasil | As Adventuras de Tom Sawyer* | Becky Tatcher   | Teatro Ipanema     |
| Brasi  | As Adventuras de Tom Sawyer* | Becky Tatcher   | Teatro Glaucio Gil |
| USA    | The Girl on the Via Flaminia | Lisa            | Skylight Theater   |
| USA    | The Glass Menagerie          | Laura Wingfield | Skylight Theater   |
| USA    | The Miracle Worker           | Helen Keller    | Matrix Theater     |